# Antonio Zanini
Antonio Zanini Sans (ur. 9 lutego 1948 w Barcelonie) – hiszpański kierowca rajdowy, rajdowy mistrz Europy, dziewięciokrotny rajdowy mistrz Hiszpanii.

## Życiorys
Uczestnictwo w sportach motorowych zaczął od motocrossu i rajdów enduro w roku 1965, cztery lata później zaczął startować w rajdach samochodowych z początku jako pilot. Jako kierowca rajdowy zadebiutował w roku 1970, wypożyczonym samochodem – Renault 8 TS. W roku 1972 został oficjalnym kierowca firmy Seat. Roku później został wicemistrzem w Rajdowych mistrzostwach Hiszpanii. W roku 1974 zdobywa swoje pierwsze mistrzostwo Hiszpanii wygrywając trzy eliminacje. Osiągnięcie to powtórzył kolejno w latach: 1975, 1976, 1977 i 1978, zawsze starując Seatem. Od roku 1975 zaczął startować w Rajdowych Mistrzostwach Europy, by już w następnym roku uzyskać tytuł wicemistrza Europy. W roku 1977 w eliminacjach WRC zdobywa trzecie miejsce w Rajdzie Monte Carlo (pierwsze hiszpańskie podium) oraz drugie eliminacjach ERC w Rajdzie Polski. W roku 1979 ponownie wywalczył tytuł wicemistrza Europy tym razem startując Fiatem 124 Abarth. W roku 1980 zaczął startować samochodem Porsche 911 SC, zdobywając tytuł mistrza Europy oraz tytuł mistrza Hiszpanii. W roku 1983 samochodem marki Talbot zdobywa trzecie miejsce w Mistrzostwach Europy i swój kolejny tytuł mistrza Hiszpanii. W roku 1984 zdobywa swój ostatni tytuł mistrza Hiszpanii na nawierzchni asfaltowej samochodem Ferrari oraz po raz pierwszy tytuł mistrza Hiszpanii na szutrze samochodem Talbot. W roku 1994 wystartował w Rajdzie Dakar samochodem ciężarowym.

### Starty w mistrzostwach Europy
| Sezon | Zaspół                                | Samochód             | 1       | 2       | 3       | 4      | 5      | 6     | Msc. | Punkty |
| ----- | ------------------------------------- | -------------------- | ------- | ------- | ------- | ------ | ------ | ----- | ---- | ------ |
| 1975  | SEAT                                  | SEAT 1430-1800       | ESP 3   | ESP Ret | ESP 1   |        |        |       | 9º   | 116    |
| 1976  | SEAT                                  | Seat 1430-1800       | FRA Ret | BEL 4   | POL 2   | CYP 2  | ESP 3  | ESP 1 | 2º   | 288    |
| 1977  | SEAT                                  | Seat 124-1800        | BEL 5   | POL 2   | CYP Ret |        |        |       | 13º  | ?      |
| 1978  | SEAT                                  | Fiat 131 Abarth      | POL 1   | RAC Ret |         |        |        |       | 10º  | 125    |
| 1979  | SEAT                                  | Fiat 131 Abarth      | BUL 1   |         |         |        |        |       | 2º   | 301    |
| 1980  | Porsche Almeràs Diabolique Motorsport | Porsche 911 SC       | BUL 1   | POL 1   | GRE 1   | POR 1  |        |       | 1º   | 456    |
| 1982  | Talbot España                         | Talbot Sunbeam Lotus | HUN 5   |         |         |        |        |       | 10º  | 147    |
| 1983  | Talbot                                | Talbot Sunbeam Lotus | ESP 2   | ESP Ret | BUL 1   | GRE NU | ESP NU |       | 3º   | 175    |